# Доле (Метлика)
Доле (словен. Dole) — поселення в общині Метлика, регіон Південно-Східна Словенія, Словенія.